# Arquidiócesis de Chongqing
La arquidiócesis de Chongqing o de Chungking (en latín: Archidioecesis Ciomchimensis y en chino tradicional, 天主教重慶總教區; en chino simplificado, 天主教重庆总教区) es una circunscripción eclesiástica de la Iglesia católica en China. Se trata de una arquidiócesis latina, sede metropolitana de la provincia eclesiástica de Chongqing. Desde el 26 de marzo de 2001 es sede vacante, aunque para el Anuario Pontificio está vacante desde el 24 de octubre de 1950. La Asociación Patriótica Católica China redujo la arquidiócesis a diócesis de Chongqing en fecha no precisada, sin el asentimiento de la Santa Sede.

## Territorio y organización
La arquidiócesis tiene 350 000 km² y extiende su jurisdicción sobre los fieles católicos de rito latino residentes en la parte sur del municipio de Chongqing y parte del este de la provincia de Sichuan (Se-Chuan / Su-Tchuen). Limita al oeste con la diócesis de Suifu (Sichuan), al noroeste con la diócesis de Shunqing (Sichuan), al nordeste con la diócesis de Wanxian (Chongqing), al este con la diócesis de Shinan (Hubei), al sudeste con la diócesis de Yuanling (Hunán), y al sur con la arquidiócesis de Guiyang (Guizhou) y la prefectura apostólica de Shiqian (Guizhou). Tiene 19 distritos y 19 condados de la ciudad bajo jurisdicción central de Chongqing (antiguamente era parte del este de Sichuan), entre ellos cuatro condados autónomos de los grupos étnicos de miao y tuchia, con una superficie de 82 400 kilómetros cuadrados. Mientras que uno de los 19 distritos y 8 condados pertenecen a la diócesis de Wanxian, la arquidiócesis se encarga del resto del territorio.
La sede de la arquidiócesis se encuentra en la ciudad de Chongqing, en donde se halla la Catedral de San José. 
La arquidiócesis tiene como sufragáneas a las diócesis de: Chengdu, Jiading, Kangding, Ningyuan, Shunqing, Suifu y Wanxian.
En 1950 en la arquidiócesis existían 42 parroquias.

## Historia
El catolicismo se introdujo en Sichuan en 1640, cuando dos misioneros jesuitas (Ludovico Buglio y Gabriel de Magalhães) entraron en la provincia y pasaron gran parte de los años 1640 haciendo proselitismo.
El vicariato apostólico de Sechuan fue erigido el 15 de octubre de 1696, con su sede en Chengdu. Artus de Lionne, misionero de la Sociedad de las Misiones Extranjeras de París y el primer vicario apostólico de Sechuan, confió a dos padres lazaristas Luigi Antonio Appiani y Johannes Müllener la ciudad de Chongqing y la parte oriental de Sichuan. Müllener fue nombrado vicario apostólico de Sechuan en 1716.
El 2 de abril de 1856 el vicariato apostólico de Sechuan se dividió en dos vicariatos: el vicariato apostólico de Sechuan Noroccidental (hoy diócesis de Chengdu) y el vicariato apostólico de Sechuan Sudoriental, con sede de este último en Chongqing, mediante el breve Cupientes pro supremi del papa Pío IX. Joseph Desflèches fue el primer vicario apostólico de Sechuan Sudoriental. 
El 24 de enero de 1860 cedió una porción de su territorio para la erección del vicariato apostólico de Sechuan Meridional (hoy diócesis de Suifu) mediante el breve Pastoralis officii del papa Pío IX, y al mismo tiempo asumió el nombre de vicariato apostólico de Sechuan Oriental.
El 3 de diciembre de 1924 tomó el nuevo nombre de vicariato apostólico de Chungking en virtud del decreto Vicarii et Praefecti de la Congregación de Propaganda Fide.
El 2 de agosto de 1929 cedió una porción de su territorio para la erección del vicariato apostólico de Wanhsien (hoy diócesis de Wanxian) mediante el breve Aucto Pastorum del papa Pío XI.
El 11 de abril de 1946 el vicariato apostólico fue elevado a arquidiócesis metropolitana con la bula Quotidie Nos del papa Pío XII.
El Partido Comunista de China, que se impuso en la guerra civil, proclamó la República Popular China el 1 de octubre de 1949. Chongqing fue capturada por los comunistas el 1 de noviembre de 1949. El 4 de septiembre de 1951 China comunista expulsó al nuncio apostólico Antonio Riberi y la Santa Sede continuó reconociendo a la República de China en Taiwán como el legítimo gobierno chino. Todos los misioneros extranjeros fueron expulsados de China comunista en 1952, entre ellos el arzobispo emérito Louis-Gabriel-Xavier Jantzen, el 3 de abril.
La Asociación Patriótica Católica China fue creada con el apoyo de la Oficina de Asuntos Religiosos de la República Popular de China en 1957, con el objetivo de controlar las actividades de los católicos en China. Su nombre público es Iglesia católica china y es referida como la "Iglesia oficial" en contraposición a la "Iglesia subterránea" o "Iglesia clandestina" leal a la Santa Sede.
En el período de 1966 a 1976 la Revolución Cultural se ensañó especialmente contra la religión, destruyéndose numerosas iglesias y cesaron todas las actividades religiosas en la arquidiócesis. A principios de la década de 1980 la arquidiócesis reanudó sus operaciones.
La Asociación Patriótica Católica China redujo la arquidiócesis a diócesis de Chongqing en fecha no precisada, sin el asentimiento de la Santa Sede.
De 1993 a 2001 Pierre Luo Beizan fue el obispo "oficial" de la arquidiócesis.
El 22 de septiembre de 2018 se firmó en Pekín el Acuerdo provisional entre la Santa Sede y la República Popular de China sobre el nombramiento de los obispos. El 22 de octubre de 2020 el acuerdo fue prorrogado por otros dos años y en octubre de 2022 por otros dos años más.
Debido a la situación particular de la Iglesia católica en China, la Santa Sede no nombra obispos para las diócesis chinas, que son sedes oficialmente vacantes incluso en presencia de obispos reconocidos por Roma.

## Estadísticas
Según el Anuario Pontificio 2002 la arquidiócesis tenía a fines de 1950 un total de 37 608 fieles bautizados.
| Año                                                                             | Población            | Población  | Población      | Sacerdotes | Sacerdotes    | Sacerdotes    | Bautizados por sacerdote | Diáconos permanentes | Religiosos | Religiosos | Parroquias |
| Año                                                                             | Bautizados católicos | Total      | % de católicos | Total      | Clero secular | Clero regular | Bautizados por sacerdote | Diáconos permanentes | Varones    | Mujeres    | Parroquias |
| ------------------------------------------------------------------------------- | -------------------- | ---------- | -------------- | ---------- | ------------- | ------------- | ------------------------ | -------------------- | ---------- | ---------- | ---------- |
| 1950                                                                            | 37 608               | 11 500 000 | 0.3            | 85         | 85            |               | 442                      |                      | 6          | 114        | 42         |
| Fuente: Catholic-Hierarchy, que a su vez toma los datos del Anuario Pontificio. |                      |            |                |            |               |               |                          |                      |            |            |            |

## Episcopologio

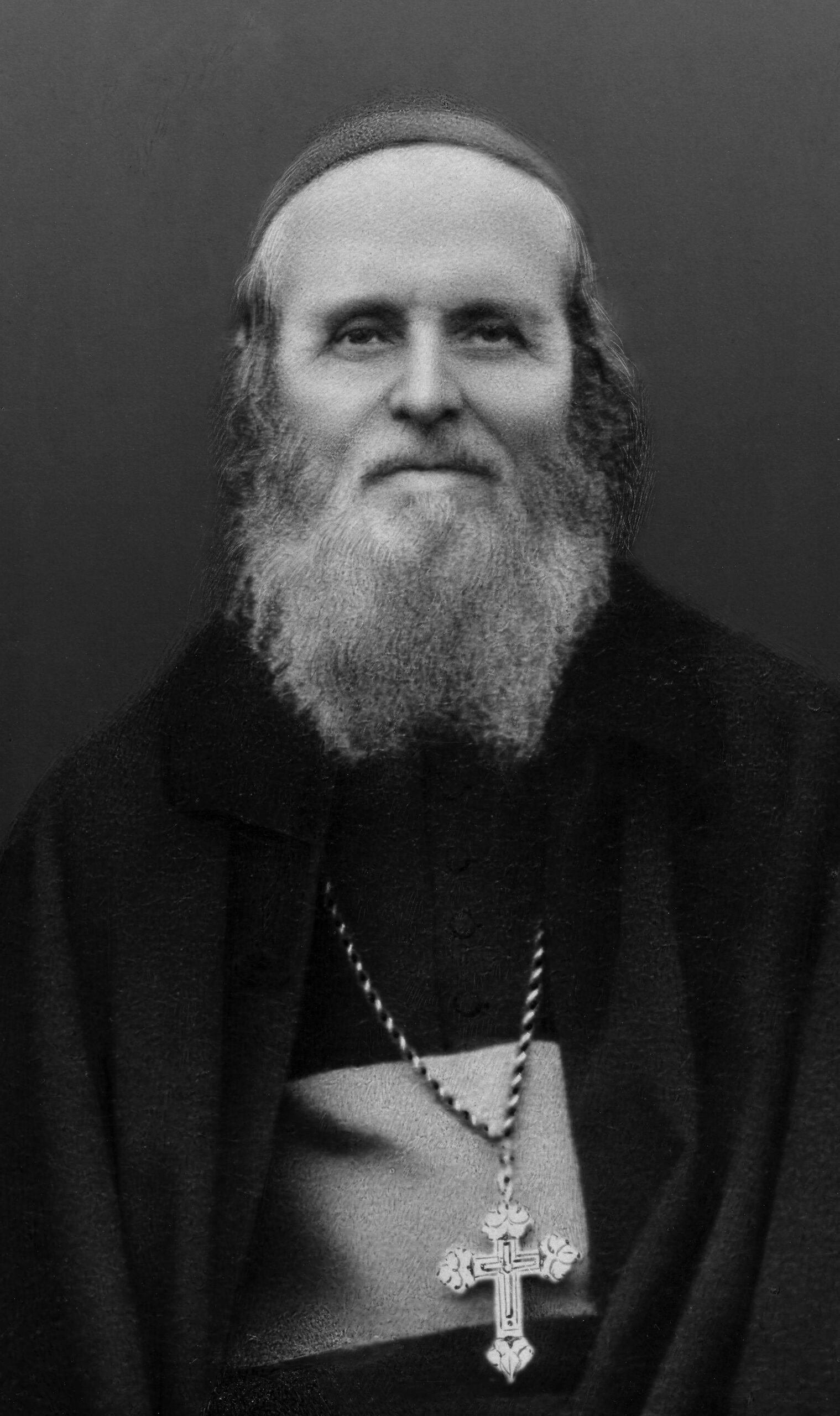
Joseph Desflèches, primer vicario apostólico de Sechuan Sudoriental

### Vicario apostólico de Se-Chuan Sudoriental
- Eugène-Jean-Claude-Joseph Desflèches, M.E.P. † (2 de abril de 1856-24 de enero de 1860)

### Vicarios apostólicos de Se-Chuan Oriental
- Joseph Desflèches, M.E.P. † (24 de enero de 1860-20 de febrero de 1883 renunció)
- Eugène-Paul Coupat, M.E.P. † (20 de febrero de 1883 por sucesión-26 de enero de 1890 falleció)
  - Laurent Blettery, M.E.P. † (2 de septiembre de 1890-17 de agosto de 1891 renunció) (obispo electo)[nota 1]
- Célestin-Félix-Joseph Chouvellon, M.E.P. † (25 de septiembre de 1891-11 de mayo de 1924 falleció)

### Vicario apostólico de Chungking
- Louis-Gabriel-Xavier Jantzen, M.E.P. † (16 de febrero de 1925-11 de abril de 1946 nombrado arzobispo)

### Arzobispo de Chungking
- Louis-Gabriel-Xavier Jantzen, M.E.P. † (11 de abril de 1946-24 de octubre de 1950 renunció)

### Arzobispos de Chongqing
- Sede vacante
  - Shi Ming-liang † (31 de marzo de 1963 consagrado-?)
  - Simon Liu Zong-yu † (21 de diciembre de 1981 consagrado-30 de septiembre de 1992 falleció)
  - Pierre Luo Beizan † (14 de mayo de 1993 consagrado-26 de marzo de 2001 falleció)